# Federação Tocantinense de Futebol
De Federação Tocantinense de Futebol (Nederlands: Voetbalfederatie van Tocantins) werd opgericht op 7 april 1990 en controleert alle officiële voetbalcompetities in de staat Tocantins. De federatie vertegenwoordigt de voetbalclubs bij de overkoepelende CBF en organiseert het Campeonato Tocantinense en van 1993 tot 1994 de Copa Tocantins de Futebol.
Acre · Alagoas · Amapá · Amazonas · Bahia · Ceará · Espírito Santo · Federaal District · Goiás · Maranhão · Mato Grosso · Mato Grosso do Sul · Minas Gerais · Pará · Paraíba · Paraná · Pernambuco · Piauí · Rio de Janeiro · Rio Grande do Norte · Rio Grande do Sul · Rondônia · Roraima · Santa Catarina · São Paulo · Sergipe · Tocantins